# Сложна браћа — Next Đeneration
Сложна браћа — Next Đeneration је српска телевизијска серија из 2022/3. године.
Представља наставак истоимене популарне култне ТВ серије Сложна браћа из 1995. године.
Премијерно се приказује од 4. јануара 2022. на Суперстар ТВ-у.  
Прва сезона серије је имала 12 епизода. Друга сезона је, исто, имала 12 епизода. Друга сезона је премијерно емитована 16. јануара, 2023.

## Радња
Ова серија представља класичну хумористично − сатиричну гротеску у којој доминира комедија забуне и у којој се на духовит начин представљају менталитети и социо−психолошке структуре екс−ју народа.
Два балканска гастарбајтера на волшебан начин долазе до 7Г плус, уређаја последње информатичке генерације на којем су радили сви најрелевантнији научници света.
Они тај уређај кришом доносе у Босну и у кафани Сложна браћа продају је локалним бизнисменима. На њихову жалост, са уређајем, заинтересованим купцима нису предали и даљински управљач, који остаје јединствен доказ о њиховој умешаности у крађу апарата 7Г плус...

## Улоге

### Главне
| Глумац              | Улога                  | Опис |
| ------------------- | ---------------------- | --- |
| Марко Гверо         | Кемал Халимић Кемо     | Газда кафане Сложна Браћа, Фикин син. Иако је нервозан лик, оптерећен бригама, иде насигурно кроз живот. Стално се жали да га нешто боли и увек је у журби.                                                            |
| Милан Ковачевић     | Неџад Халимић Ђани     | Намргођен, али мека срца. Коцкар и бизнисмен у покушају. Само о парама мисли док покушава да заврти неки бизнис. Мало шлампав, али има то неког шарма. Има доста веза у иностранству, али не и среће у љубави, за сад. |
| Амар Ћоровић        | Мирсад Халимић Мили    | Кемин син, бистар и паметан, воли природу, стручњак за компјутере и технику. |
| Маја Чампар         | Радица Станојевић      | Конобарица у кафани, заљубљена у Милија, сања о некој далекој срећи и о одласку у иностранство. |
| Наташа Нинковић     | Викторија Ћошко Викица | Хладна, оштра, паметна и елегантна пословна жена. Чланица Европске уније са балканским темпераментом и везама у Ватикану.                                                                                              |
| Љубиша Савановић    | Динко Обло             | Тајкун, син Обла који поседује пола Хрватске. Увек сређен, покушава да надмаши свог оца. |
| Андрија Кузмановић  | Милан Теодоровић Гиле  | Нафурани шармантни Београђанин са добрим везама, и још бољом жваком. Воли жене, музику, да пева и разбије кафану. |
| Радослав Миленковић | Славко Брђанин         | Државни службеник пореклом из Хан Пијеска, држи се протокола и традиције. Воли ракију, музику, да пуца и разбије кафану.                                                                                               |
| Дарко Остојић       | Нана Халимић           | Најстарији живи члан породице Халимић. Сви је игноришу јер је излапела. Након што на крају прве сезоне Чорба активира 7Г плус, она се заглављује у времену. Да ли ће се вратити?                                       |
| Никола Пејаковић    | Чорба                  | Инфлуенсер и стални гост кафане Сложна браћа, који редовно извештава своје фоловере о свим згодама и незгодама које примети.                                                                                           |
| Ненад Окановић      | Бомба                  | Ђанијев сарадник. Код њега нема да нешто не може, само име каже... |
| Мишо Обрадовић      | Веско                  | Власник бензинске пумпе. |
| Сергеј Трифуновић   | Човек Y                | Пријатељ и сарадник Човека Х. |
| Миљан Прљета        | Човек X                | Човек који краде 7Г плус. |

### Епизодне
| Глумац                | Улога |
| --------------------- | --- |
| Неле Карајлић         | Фека шеф Билдерберг групе клавијатуриста директор Жеље Миљенко Чутук брат Јозо спикер у вестима шеф специјалаца водитељ аукције Др Карајлић |
| Петар Божовић         | Мањина Лиска |
| Паулина Манов         | Љубица |
| Јована Балашевић      | Ана Марија |
| Милица Глоговац       | Конобарица у Папилону |
| Маја Шиповац          | ТВ репортерка |
| Зоран Цвијановић      | Јаворшек |
| Милутин Караџић       | Др Арсланагић |
| Саша Марковић         | Ђордан |
| Јелена Глизијан       | Мојца Педерли |
| Теодора Спаравало     | Певачица |
| Огњен Шућур           | Контрабасиста |
| Јована Томић          | Војник УН |
| Магди ел Асраг        | Снежа Самсунг |
| Марко Недељковић      | Ђузепе Малдини |
| Бојан Ивковић         | Жика информација |
| Александар Руњић      | Угљеша Шолаја Тома Здравковић |
| Софија Мијатовић      | Шпанска амбасадорка |
| Мирослав Мики Стевић  | Хаљими Нешке |
| Никола Дрмончић       | Возач камиона |
| Зоран Митровић        | Возач камиона |
| Тито Гармендиа        | Тито |
| Маја Вујановић        | Алма |
| Милица Миловановић    | Душица Разум Ђамбићка |
| Вељко Кроња           | Момак на журци |
| Драгана Косјерина     | Гага |
| Гоца Тржан            | Гоца Тржан |
| Душан Савић           | Лично |
| Љубиша Тумбаковић     | Лично |
| Момир Паунић          | Лично |
| Тијана Дапчевић       | Дијана |
| Ајс Нигрутин          | Блашко Октава |
| Ивон Јафали           | Водитељ емисије |
| Зоран Радојковић      | Саша |
| Ненад Кнежевић Кнез   | Лично |
| Миленко Вујић         | водитељ вести водитељ Регионалне телевизије                                                                                                 |
| Ахмед Абдурахмановић  | Спикер у вестима |
| Аднан Алић            | Водитељ вести |
| Џелила Мујовић        | Водитељка вести |
| Александар Марковић   | Специјалац |
| Петар Миљуш           | Освалд |
| Јоаким Тасић          | Никола Тесла |
| Нина Граховац         | Наивa/Кемицина жена/Мек Дермот |
| Радоје Чупић          | Ујка Столе |
| Ирина Окановић        | Дете |
| Бранислав Радовановић | Полицајац |
| Милица Врзић          | Девојка која продаје слике |
| Јелена Ђукић          | Мајка |
| Сенад Милановић       | Муто |
| Денис Мурић           | Денис Испушлић |
| Рифат Рифатовић       | Саби |
| Никола Глишић         | Цоа Боа |
| Наташа Перић          | Маринела |
| Уна Костић            | Лејла |
| Стефан Јевтовић       | достављач пицерије „Горгонзола” |
| Урош Јовчић           | Лаки Сатара |
| Магдалена Мијатовић   | Магдалена |
| Раде Костић           | Даме |
| Сташа Миловановић     | Девојка која доставља пице |
| Рајко Вуковић         | Радиша - Ђанијев помоћник |
| Александар Стојковић  | Растислав |
| Борис Шавија          | Леонардо да Винчи |
| Леа Блау              | Сандра Балабан |
| Јована Ковачевић      | Драгица Правдић |
| Млађан Црквењаш       | Петар Параграф |
| Слободан Кнежевић     | ПР полиције |
| Моника Ромић          | Штефица Цвичек |
| Душан Јокић           | Боро Маркс |
| Светозар Бабић        | Гералд |
| Љубиша Савановић      | мали Обло Обло старији |
| Ервин Хаџимуртезић    | Султан Мурат |
| Иван Вучковић         | Лазар Хребељановић |
| Иван Нинчић           | Маскирани 1 |
| Милош Лазаров         | Маскирани 2 |
| Александра Плахин     | Дуца Станојевић |
| Југослав Крајнов      | Радојко Станојевић |
| Милорад Милинковић    | Матичар |
| Невена Станисављевић  | Спонзоруша |

## Сезоне
| Сезона | Сезона | Епизоде | Епизоде | Оригинално емитовање | Оригинално емитовање |
| Сезона | Сезона | Епизоде | Епизоде | Премијера            | Финале               |
| ------ | ------ | ------- | ------- | -------------------- | -------------------- |
|        | 1.     | 12      | 12      | 4. јануар 2022.      | 24. јануар 2022.     |
|        | 2.     | 12      | 12      | 16. јануар 2023.     | 31. јануар 2023.     |